# San Francisco 49ers
San Francisco 49ers er et amerikansk fodboldhold som spiller i NFC vest i NFL. 49ers hjemmebane er i Santa Clara, syd for San Francisco i Californien.
San Francisco begyndte at spille i All-American Football Conference i 1946 og tilsluttede sig NFL i 1950. San Francisco har indtil videre vundet Super Bowl fem gange, hvilket indtil 2009 var en rekord som de delte med Pittsburgh Steelers og Dallas Cowboys. I 2009 vandt Pittsburgh Steelers deres 6. Super Bowl og satte dermed ny rekord.
San Franciscos fem Super Bowl-sejre:
- Super Bowl XVI i 1981 mod Cincinnati Bengals. Slutresultat: 26 – 21.
- Super Bowl XIX i 1984 mod Miami Dolphins. Slutresultat: 38 – 16.
- Super Bowl XXIII i 1988 mod Cincinnati Bengals. Slutresultat: 20 – 16.
- Super Bowl XXIV i 1989 mod Denver Broncos. Slutresultat 55 – 10.
- Super Bowl XXIX i 1994 mod San Diego Chargers. Slutresultat 49 – 26.

San Franciscos kendte spillere og Trænere:
- Bill Walsh: Chef-træner i de tre første Super Bowl sejre og manden bag den berømte West-Coast-Offense, som i dag bruges i forskellige variationer af en række klubber i NFL.
- George Seifert: Manden bag Super Bowl-sejrene i 1989 og 1994. Inden da fungerede han som Defensive Coordinator på holdet. Trænede siden Carolina Panthers – dog uden den store succes.
- Joe Montana: Vandt fire Super Bowls med 49'ers. I de tre blev han valgt til MVP. Montana sluttede sin karriere i Kansas City Chiefs.
- Steve Young: Startede i den konkurrerende liga USFL, men skiftede efter et par år til Tampa Bay Buccaneers i NFL – dog uden den store succes. Blev solgt til 49'ers, hvor han i et par år var backup for Montana. Overtog pladsen efter Montana og førte 49'ers frem til Super Bowl sejr over San Diego Chargers. Var kendt for både at kunne kaste og løbe med bolden. Måtte stoppe sin karriere før tid, på grund af flere hjernerystelser.
- Jerry Rice: Den receiver i NFL's historie med flest recieving yards. Vandt 4 Super Bowl sejre og en MVP. Sluttede sin spiller karriere hos Seattle Seahawks. Dog fik han før 2006 regular season en 1-dags kontrakt med 49'ers så han officielt kunne stoppe karrieren hos 49'ers.